# Viscum liquidambaricola
Viscum liquidambaricola är en sandelträdsväxtart som beskrevs av Bunzo Hayata. Viscum liquidambaricola ingår i släktet mistlar, och familjen sandelträdsväxter. Inga underarter finns listade i Catalogue of Life.